# Tribunus laticlavius
A tribunus laticlavius a Római Birodalom hadseregében a legio főtisztjei, a tribunus legionisok közül a legmagasabb rangú, a légióparancsnok, a legatus legionis helyettese volt a császárkorban. A senatori rendbe tartozott, nevét a tunikáján lévő senatori széles bíborsávról kapta.

## Helye a pályafutásban
A senatori rend cursus honorumában a katonai szolgálat első lépcsőfokát jelentette, miután a jelölt először a polgári életben a 20 magistratus minor, a vigintiviri egyikét betöltötte. Általában 1 év letöltése után visszatért a polgári életbe, hogy a klasszikus magistratusokkal folytassa pályafutását, quaestor, praetor legyen majd a különféle helytartóságokkal folytassa.

## Rangja és feladata
Rangban fölötte állt a másik öt tribunus legionisnak, akik csak lovagi rendűek voltak. nem voltak alárendelve cohorsok, mindig a légióparancsnok mellett kellett lennie, mint tanácsadó és a katonai bíráskodás résztvevője. A parancsnok sebesülése vagy halála esetén neki kellett átvennie a legio irányítását.